# Catastega
Catastega là một chi bướm đêm thuộc phân họ Tortricinae của họ Tortricidae.

## Các loài
- Catastega aceriella Clemens, 1861
- Catastega adobe Brown, 1992
- Catastega marmoreana (Heinrich, 1923)
- Catastega nebula Brown, 1992
- Catastega plicata Brown, 1992
- Catastega spectra Brown, 1992
- Catastega strigatella Brown, 1992
- Catastega timidella Clemens, 1861
- Catastega triangulana Brown, 1992